# Little Callerton
Little Callerton var en civil parish 1866–1955 när det uppgick i Ponteland, i grevskapet Northumberland i England. Civil parish var belägen 15 km från Morpeth och hade 729 invånare år 1951.